# Franz Nikolaus Finck
Franz Nikolaus Finck (Krefeld, 26 giugno 1867 – Berlino, 4 maggio 1910) è stato un linguista e filologo tedesco.

## Biografia
Finck visitò le Isole Aran dell'Irlanda, dove visse con parlanti del gaelico irlandese. Scrisse un'opera sulla fonologia degli irlandesi intitolata  Die araner mundart: ein beitrag zur erforschung des westirischen.
Continuò a lavorare su una vasta gamma di lingue, ma era meglio noto ai suoi colleghi per il suo lavoro sulle lingue del Caucaso.